# Фонтан памяти Казначеева

Фонтан памяти Казначеева

Фонта́н па́мяти Казначе́ева — в Феодосии, возле центрального рынка, расположен небольшой благоустроенный сквер. Раньше здесь находилась базарная площадь, где в начале 1890-х годов художник И. К. Айвазовский по своему проекту и на личные средства возвел оригинальный фонтан памяти А. И. Казначеева — феодосийского градоначальника с января 1828 года.
Кубической формы и сравнительно небольших размеров, фонтан был сложен из крупных камней. Традиционное для феодосийских старых фонтанов арочное углубление на главном фасаде неожиданно завершалось профилированным карнизом классического стиля. В арочной нише находилась мемориальная доска, а ниже неё из труб струилась вода. В довоенные годы фонтан ещё исправно действовал. Со временем фонтан сильно обветшал, стал разрушаться и в конце 1940-х годов был разобран.
В 1990-е годы разрабатывались проекты восстановления фонтана.